# Укля (деревня)
Укля (бел. Укля) — деревня в Браславском районе Витебской области Беларуси. Входит в состав Тетерковского сельсовета.

## География
Деревня находится в западной части Витебской области, на северном берегу озера Укля, на расстоянии приблизительно 15 километров (по прямой) к юго-востоку от города Браслав, административного центра района. Абсолютная высота — 144 метра над уровнем моря. Площадь населённого пункта — 0,4127 км².

## История
По состоянию на 1905 год, в деревне проживало 326 человек (177 мужчин и 149 женщин). В административном отношении входила в состав Иодской волости Дисненского уезда Виленской губернии.
В 1921 году входила в состав гмины Йоды Дисенского повета Виленского воеводства Второй Польской республики. Числился 251 житель (123 мужчины и 128 женщин), проживавших в 46 домах. В этническом составе населения того периода белорусы составляли 79,3 %, поляки — 18,3 %. В конфессиональном составе населения преобладали католики (57,4 %), также были представлены православные христиане (42,6 %).

## Население
По данным переписи 2019 года, в деревне проживало 19 человек.
| Год  | Население, человек |
| ---- | ------------------ |
| 1905 | 326                |
| 1921 | ↘ 251              |
| 2009 | ↘ 26               |
| 2019 | ↘ 19               |